# Stefanos Sakellaridis
Stefanos Sakellaridis (* 13. September 2004 in Athen) ist ein griechischer Tennisspieler.

## Karriere
Sakellaridis nahm schon sehr früh an Profiturnieren teil, erstmals 2018 mit 14 Jahren. Erste Punkte für die Tennisweltrangliste erspielte er sich 2019 im Doppel, als er mehrfach die zweite Runde eines Futures erreichte. 2022 erreichte er das erste Mal im Einzel ein Halbfinale bei einem Future, im Doppel stand er das erste Mal im Endspiel.
Anfang 2023 war Sakellaridis Teil der griechischen Mannschaft beim erstmals ausgetragenen United Cup. Er konnte gegen den 129. der Welt Zizou Bergs in drei Sätzen gewinnen. In den anderen Begegnungen gegen Borna Gojo und Lorenzo Musetti war er dagegen chancenlos. In der Weltrangliste stieg er durch den Sieg um über 100 Plätze auf Rang 641 im Einzel. Im Doppel erreichte er sein Karrierehoch von Platz 616 ebenfalls Anfang 2023.

## Erfolge
| Legende (Anzahl der Siege) |
| Grand Slam                 |
| ATP Finals                 |
| ATP Tour Masters 1000      |
| ATP Tour 500               |
| ATP Tour 250               |
| ATP Challenger Tour (1)    |

### Doppel

#### Turniersiege

##### ATP Challenger Tour
| Nr. | Datum         | Turnier     | Belag     | Partner          | Finalgegner                   | Ergebnis |
| --- | ------------- | ----------- | --------- | ---------------- | ----------------------------- | -------- |
| 4.  | 15. März 2025 | Hersonissos | Hartplatz | Petros Tsitsipas | Ilja Simakin Kelsey Stevenson | 6:2, 6:2 |